# Kolonie-Polymerasekettenreaktion
Die Kolonie-Polymerasekettenreaktion (englisch colony PCR, umgangssprachlich ‚Kolonie-PCR‘) ist eine molekularbiologische und biochemische Methode zum Nachweis von bestimmten DNA-Sequenzen in Kolonien von Bakterien oder Pilzen durch eine Variante einer Polymerasekettenreaktion.

## Prinzip
Die Kolonie-Polymerasekettenreaktion verwendet als DNA-Vorlage keine gereinigte Plasmid-DNA oder chromosomale DNA, sondern aus dem Kulturmedium entnommene Bakterienkolonien. Bei Plasmiden mit hoher Kopieanzahl reichen bereits wenige Zellen aus, sie müssen jedoch im PCR-Ansatz in Suspension gebracht werden. Aufgrund der Bindung von Magnesiumionen aus dem PCR-Puffer durch die Bakterien und aufgrund der Erhöhung der Syntheserate der thermostabilen DNA-Polymerase (siehe PCR-Optimierung) wird die Magnesiumkonzentration im Vergleich zur PCR auf 5 millimolar erhöht und gelegentlich das Chaotrop Dimethylsulfoxid hinzugegeben. Die Lyse der Zellen und die Freisetzung der DNA aus dem Cytoplasma erfolgt entweder durch eine vorhergehende Lyse durch kurzes Erhitzen auf 95 °C und eine Reinigung oder durch Zusätze im Puffer, wie beispielsweise EDTA oder SDS in Verbindung mit dem Erhitzungsschritt zu Beginn der PCR oder ohne Vorbehandlung mit einer Lyse im ersten Denaturierungsschritt der PCR. Bei Hefen wurde eine Kolonie-Polymerasekettenreaktion mit einem Lyse-PCR-Puffer mit Lytikase, Octoxinolen, Polysorbaten und Gelatine beschrieben. Eine Variante der Kolonie-Polymerasekettenreaktion mit einer reversen Transkription wird zur Einzelzellanalyse von Säugerzellen verwendet. Nach der PCR erfolgt meistens eine Analyse der vervielfältigten DNA per Agarose-Gelelektrophorese, gelegentlich auch eine DNA-Sequenzierung.
Da Bestandteile des Kulturmediums (sowohl Flüssig- als auch Festmedien) die Reaktion hemmen können, wird deren Menge so gering wie möglich gehalten. Bei der Kolonie-Polymerasekettenreaktion wird meistens parallel eine Positivkontrolle und eine Negativkontrolle verwendet. Die Positivkontrolle enthält die gleiche DNA (gelegentlich mit einer anderen Länge des Transgens) sowie die gleichen Primer und zeigt die prinzipielle Funktionsfähigkeit der Reaktion an. Dagegen zeigt die Negativkontrolle (meistens ohne Zugabe von DNA) Kontaminationen an. Da keine gereinigte DNA verwendet wird, kann die Anwesenheit von genomischer DNA und zellulärer Proteine zu Fehlbindungen des Primers und somit vermehrt zu falsch positiven Produkten der PCR führen. Die falsch positiven Produkte weisen jedoch meistens eine andere Länge als das gewünschte Produkt auf und lassen sich dann in einer Agarose-Gelelektrophorese unterscheiden.

## Anwendungen
Die Kolonie-PCR ist eine schnelle Variante der Polymerasekettenreaktion, da direkt Kolonien der Mikroorganismen eingesetzt werden. Sie wird zur Überprüfung der gelungenen Transformation von DNA in die Zellen der Bakterien eingesetzt. Ebenso wird sie zur Identifikation rekombinanter Plasmide verwendet. Ein weiteres Einsatzgebiet ist die Taxonomie, um durch phylogenetische Untersuchungen die Verwandtschaftsverhältnisse der Arten oder Gattungen zu erforschen. Auch im Rahmen der Diagnostik von Krankheitserregern in der Human- und Veterinärmedizin wird die Kolonie-Polymerasekettenreaktion verwendet.